# 彭道儒
彭道儒，湖南醴陵人。1955年畢業於武漢大學化學系。1985年加入中國共產黨。歷任北京郵電學院副教授、教授、化學防護研究所所長。同年被評為全國郵電系統勞動模範。專於有機化學、金屬防腐及電接觸保護。研製的「By-2電接觸固體薄膜潤滑劑」1982年獲國家發明獎二等獎。同年又研製出「DJB-823電接觸固體薄膜保護劑」，1986年獲國家發明獎二等獎。撰有論文《By-2電接觸固體薄膜潤滑劑的研究及應用》等。